# Senneçay
Senneçay es una comuna francesa situada en el departamento de Cher, en la región de Centro-Valle del Loira.
Es una comuna rural. Aproximadamente el 95% de su territorio son áreas cultivables. Solo el 2% son áreas urbanizadas.

## Demografía
| 305 | 328 | 288 | 258 | 347 | 345 | 471 |
| Para los censos de 1962 a 1999 la población legal corresponde a la población sin duplicidades (Fuente: INSEE [Consultar]) |     |     |     |     |     |     |